# Ignacio de Arteaga y Bazán
Ignacio de Arteaga y Bazán (Aracena, Huelva, 17 de febrero de 1731 — 1783) fue un oficial español de la Armada Española recordado por haber realizado un importante viaje de exploración en las costas del Pacífico Noroeste de Norteamérica, alcanzando las costas de la actual Alaska, un viaje que tenía como fin evaluar la implantación rusa en la zona, que los españoles consideraban de su exclusiva soberanía.

## Biografía
Sus padres, vascos, eran de noble linaje, por lo que era posible que Arteaga se incorporase a la academia naval de Cádiz. Fue aceptado como guardiamarina en 1747 y después de graduarse en 1754 se le dio el rango de alférez de fragata. Después de servir en diferentes barcos y en varios lugares fue trasladado a La Habana en 1766 y se le dio su primer mando, la balandra Víbora. En 1767 fue ascendido a teniente de navío.
En 1771 Arteaga regresó a España y trató de casarse sin ciertos requerimientos reales y permisos eclesiásticos. El sacerdote que iba a oficiar la ceremonia se negó y Arteaga hizo una apelación al tribunal eclesiástico. Durante el procedimiento se volvió abusivo e insultante y como consecuencia de ello, fue encarcelado durante tres años en la cárcel del arsenal naval de La Carraca, Cádiz.
En 1774 fue puesto en libertad. A pesar de que se le permitió continuar su carrera en la marina, fue exiliado a la remota estación naval de San Blas, en la costa oeste de la Nueva España. Llegó a San Blas en 1775 y cuatro años más tarde, en 1779, se le dio el mando de una expedición a Alaska. Se asignaron dos fragata, la Favorita, al mando de Arteaga, y La Princesa, comandada por Juan Francisco de la Bodega y Quadra. Con Bodega y Quadra en La Princesa iban Francisco Antonio Mourelle, como segundo oficial, Mariano Núñez Esquivel, como cirujano, José Cañizares, como piloto, y Juan Bautista Aguirre, como segundo piloto. Los objetivos de la expedición eran evaluar la penetración rusa en Alaska, la búsqueda del paso del Noroeste y la captura de James Cook, si lo encontraban en aguas españolas. Arteaga y Bodega y Quadra no encontraron a Cook, que había sido asesinado en Hawái en febrero de ese mismo año 1779.
Las dos fragatas navegaron directamente desde San Blas a la bahía de Bucareli (en la actual Alaska). El viaje, de 81 días, fue relativamente rápido, dejando tiempo para realizar más exploraciones. Arteaga y Bodega y Quadra estudiaron cuidadosamente la bahía de Bucareli y luego se dirigieron al norte, hasta el actual Port Etches, en la isla Hinchinbrook, cerca de la entrada del Prince William Sound. Mientras los barcos estaban anclados, Arteaga tomó una partida y desembarcó para realizar una ceremonia de posesión formal. Todos los oficiales y capellanes bajaron a tierra en procesión, se erigió una gran cruz mientras los cañones y mosquetes dispararon varias salvas. Se cantó el Te Deum, seguido de una letanía y varias oraciones. Después de la prédica de un sermón, se celebró el acto formal de posesión, firmado por los oficiales y los capellanes. Arteaga bautizó el sitio como Puerto de Santiago, en conmemoración de Santiago, el santo patrón de España, que se festeja el 25 de julio. Ese título de Puerto de Santiago fue importante años más tarde, ya que constituyó la base de la alegación de España de la soberanía en el Pacífico norte hasta los 61º17'N.
Arteaga y Bodega y Quadra también exploraron la ensenada de Cook y la península de Kenai, donde celebraron una ceremonia de toma de posesión el 2 de agosto de 1779, en lo que hoy se llama Port Chatham. Debido a diversas enfermedades entre la tripulación Arteaga decidió regresar al sur. El 8 de septiembre, los barcos se reunieron y comenzaron el viaje de regreso a San Blas.
Aunque los españoles eran normalmente reservados acerca de sus viajes de exploración y los descubrimientos realizados, el viaje de 1779 de Arteaga y Bodega y Quadra se dio a conocer ampliamente. La Perouse obtuvo una copia de su mapa, que fue publicado en 1798. El diario de Mourelle fue adquirido y publicado en Londres en 1798 por Daines Barrington.
Después de regresar a San Blas, Arteaga solicitó y recibió un perdón real y el restablecimiento de su pérdida pensión. No volvió a la mar otra vez, debido a la salud quebrantada. Arteaga se desempeñó como comandante del departamento naval de San Blas hasta su muerte en 1783. Poco antes de morir fue ascendido a capitán de fragata, su primera promoción en 16 años.